# Attila hun király
Attila, kiejtés szerint Atilla, ritkábban Atli, Etzel, Etel, Etele ( 410 körül – Tiszántúl?, 453 márciusa) az európai hunok leghíresebb királya. A Képes krónika szerint: „Attila, Isten kegyelméből Bendegúz fia, a nagy Magyor unokája, ki Engadiban nevelkedett, a hunok, médek, gótok, dánok királya, a földkerekség ijedelme, Isten ostora.” A Képes krónika szerint 410 körül született Mundzuk (a magyar mondákban Bendegúz) fiaként. Attila kora egyik leghatalmasabb nomád birodalmát uralta 434-től, befolyása Közép-Európától a Kaszpi-tengerig és a Dunától a Balti-tengerig terjedt.
A 440-es években két hadjáratot vezetett a Balkán-félszigeten a Keletrómai Birodalom ellen, magát Konstantinápolyt is fenyegetve. 451-ben a korábban szövetséges Nyugatrómai Birodalom ellen fordult, egészen Orléans-ig törve előre. A fővárosából, Ravennából űzte el III. Valentinianus nyugatrómai császárt 452-ben.
Bár birodalma halála után szinte azonnal szétesett, mégis Európa történelmének legendás alakjává vált. Hadainak rendkívüli kegyetlensége miatt Nyugat-Európában a vad barbárság szimbóluma lett, emiatt az Isten ostora névvel illették. Mindemellett az egyetlen korabeli beszámoló szerzője, Priszkosz rétor művelt és nemes uralkodóként írja le. Három viking sagában és a Nibelung-énekben is szerepel.

## Nevének eredete
Az atta+ila (atya+kicsinyítő képző) összetételének tartják általában, jelentése a gót nyelvben atyácska, tiszteletreméltó apa, uralkodó. Ez a névetimológia Iordanestől származik, aki maga is gót származású volt és műveiben mindent a gót néptől eredeztet, ez nem több a történetíró saját „népetimológiájánál”. Iordanes névmagyarázata nem indokolja az Atilla, Atli, Etzel és Etel(e) névvariációkat forrásokban.
Lehet ótörök eredetű is. Egyesek szerint a hun király neve nem lehetett török eredetű, mert a török nyelvekre nem jellemző a hosszú mássalhangzó, de ez az ellenvetés abból indul ki, hogy Iordanes kifogástalan, ejtés szerinti szóalakot hagyott ránk. Egy másik elmélet pedig az Attila név török eredetét próbálja bizonyítani, ugyanis elképzelhető, hogy az „ata” (atya) és az „il” (föld) szóból származik – neve így „föld atyát” jelent.
Attila nevének mongol magyarázata az ejen, kiejtve edzen – fejedelem – kifejezés. Különböző népek képviselőinek hallása szerint lett e címből Etele, Etel, Etzel, és végül – a germánok körében – Attila, azaz Atyácska. Árpád családjában hasonló nevű uralkodó Ézelő, VII. Kónsztantinosz munkájában: Ezelekh (Εζελεχ). Attila uralkodói nevével cseng össze a Volga törökös elnevezése (Atil, Etel stb.): Folyók fejedelme, avagy Fejedelmi folyó. Az európai hunok azonban nagy valószínűséggel nem mongolok voltak.
Etil (ill. Itil, Idil, Adil) volt az ótörök neve a mai Volga folyónak; innen is származhat az Atil (Etel) név, amelynek későbbi, germán hatásra megtoldott alakja lehet az Atilla. A gót eredet hiedelme lehet az oka az Attila helyesírási formának, amelyet a magyar kiejtés máig sem követett. „Két nagy folyóvíz is ered benne: egyik neve Etöl másiké Togora”. (…) „A Don folyó, melyet a magyarok Etölnek neveznek…”. Kézai itt valószínűleg téved, és a Don nevének véli a Volgáét. A csuvas nyelvben a mai napig Атăл (Atăl) a folyó neve.

## Élete

### Közös királysága Bledával

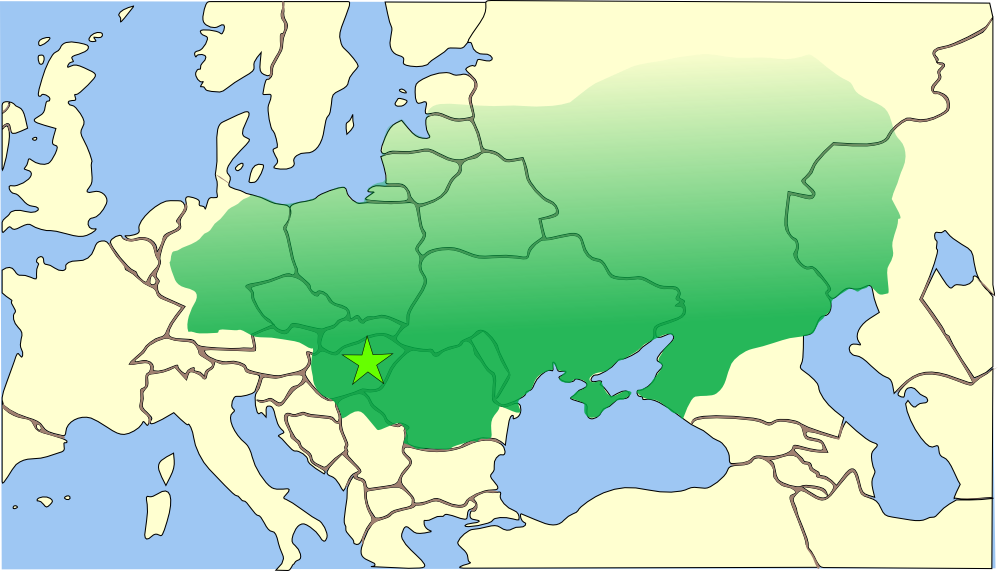
A Hun Birodalom egyes feltételezések szerint Közép-Ázsia sztyeppéitől a mai Németországig, a Fekete-tengertől a Balti-tengerig terjedt

A hunok Ruga vezetésével 432-re egyesültek. 434-ben támadást indítottak a Bizánci Birodalom ellen, ami félbeszakadt Ruga halála miatt. Az uralom unokaöccseire, Bendegúz fiaira, Attilára és Bledára (a magyar mondákban Buda) szállt. A hun uralkodói székhely 434–445 között a mai Bodza folyó völgyében volt.
Ebben az időben a hunok II. Theodosius császártól követelték a Bizánci Birodalomba menekült néhány „renegát” törzs kiadatását. A következő évben Attila és Bleda a Duna északi partján, Castra Constantia erődjénél, Margus (ma Pozsarevác) városával szemben fogadta Bizánc küldöttét, és hun szokás szerint mindannyian lóháton ülve szerződést kötöttek: a keletrómaiak nemcsak a menekült törzseket (akiknek jó hasznát vették a vandálok ellen) fordították vissza, hanem meg is duplázták 350 római fontnyi (kb. 114,5 kg) aranyra az adójukat (tributum), megnyitották a piacaikat a hun kereskedők előtt, és a hunok által ejtett valamennyi fogolyért 8 solidust fizettek váltságdíjként.
Theodosius felhasználta az alkalmat Konstantinápoly falainak megerősítésére, és felépíttette a tenger felől védő első falat is, illetve a birodalom Duna menti határának védvonalát is megerősítette. A következő öt évre a hunok eltűntek a bizánciak szeme elől, de 440-ben újra felbukkantak a birodalom határainál, megtámadva a szerződés alapján a Duna északi partján működő piac kalmárait.
Attila és Bleda további háborúval fenyegetőzött, azt állítva, hogy a bizánciak nem tartották be a szerződést, továbbá Margus püspöke átkelt a Dunán, hogy kifossza és meggyalázza a hun királysírokat a Duna északi partján. A hunok a folyón átkelve nagy illír városokat és erősségeket romboltak le, köztük (Priscus szerint) Viminaciumot is, Moesia római tartomány fővárosát. A támadást Margusnál kezdték, mivel a püspök, akit a bizánciak átadni terveztek, titokban átszökött a barbárokhoz, és elárulta, feladta a városát.
Theodosius a folyómenti véderőit visszavonta, hogy válaszolhasson a 440-ben Karthágót elfoglaló vandál Geiserich (Geiseric, Gaiseric, Genseric) és az Örményországot 441-ben megszálló szászánida II. Jazdagird (Izdegerdes) támadásaira. Így Attila és Bleda előtt nyitva állt az út Illírián keresztül a Balkánra, amit 441-ben el is özönlöttek. A hun sereg megsarcolta Margus és Viminacium városát, elfoglalta Sigindunumot (a mai Belgrádot) és Sirmiumot. Fordulat állt be 442-ben, amikor Theodosius kivonta a csapatait Észak-Afrikából, és nagy mennyiségben új pénzt veretett a hunok elleni hadjárat finanszírozására.
Attila és Bleda válaszul 443-ban újraindították hadjáratukat. A Duna mentén haladva legyőzték Ratiara katonai központjait és sikeresen megostromolták Naissus városát (a mai Ništ). A Nisava mentén előrenyomulva elfoglalták Serdica (Szófia), Philippopolis (Plovdiv) és Arcadiopolis (ma Lüleburgaz, Törökország) városát. Konstantinápolynál körbefogták és megsemmisítették a bizánci erőket, és csupán azért kényszerültek megállásra, mert a város masszív falaihoz nem volt megfelelő ostromeszközük.
Theodosius elismerte vereségét, és Anatoliust, egy udvari tisztségviselőjét küldte a béketárgyalásra, amely a korábbiaknál is keményebb volt: a császár átad 6000 római fontnyi (kb. 1963 kg) aranyat, büntetésül a korábbi egyezség megszegéséért, az éves adót megháromszorozza, így az 2100 font arany lesz (kb. 687 kg), és minden egyes hadifogolyért 12 solidus váltságdíjat fizet.
A sikeres hadjárat után a hunok visszahúzódtak birodalmuk belsejébe. A Priscust követő Iordanes írása szerint nem sokkal a távozásuk után, 444 végén vagy 445 elején körül Attila maga ült a trónra. Katonai kísérete és germán vazallus fejedelmek segítségével erőszakkal foglalta el a nagykirályi méltóságot. Bledát egyes források szerint saját kezűleg ölte meg.

### Az egyeduralkodó

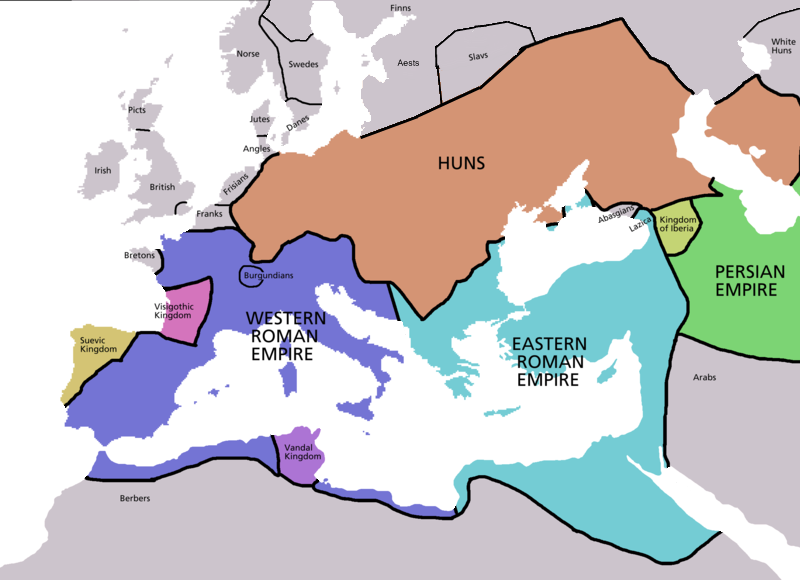
Európa 450-ben

Attila személyében a hun vezető rétegen belül a háborús párt került uralomra, így a viszony a hunok és a két római birodalom között hamarosan feszültté vált. Flavius Aëtius 446-ban magas jövedelemmel járó nyugatrómai katonai főparancsnoki címmel és Savia tartomány átengedésével igyekezett Attila jóindulatát megnyerni.
447-ben Moesián keresztül Attila összevont erőkkel ismét bevonult a bizánci birodalomba. A keletrómai hadsereg a gót Arnegisclus magister militum vezetésével a Vid folyónál csatát vesztett, így a hunok ellenállás nélkül benyomulhattak a Balkánra, egészen Thermopüléig. Konstantinápolyt csak Flavius Constantinus prefektus közbelépése mentette meg: a városlakókkal újra felépíttette és kiegészíttette a földrengésben leomlott, meggyengült védőfalakat.
Attila aranyban fizetendő adót követelt, és azt, hogy Sigindumtól (Belgrád) keletre 300 mérföldre, a Dunától délre pedig 100 mérföldre húzódjon vissza a birodalom. A béketárgyalások mintegy három évig folytak. 449 őszén követként a görög történetíró Priscus is járt Attila táborában, úgynevezett ordujában, a mai Tiszántúl területén. A bizánciak Attila túlzó területi követeléseit nem fogadták el. Nyugati irányú háborús tervei miatt Attila engedni kényszerül Konstantinápolynak. A 450 elején megkötött úgynevezett „Anatolius második békéje” a 443. évi békeszerződés megismétlése lett, amelyet azonban II. Theodosius bizánci császár halála (450. július) után az új keletrómai császár, Marcianus (450–457) nem is hagyott jóvá, és végleg megszüntette az adók fizetését a hunoknak, kitiltotta őket a birodalmi piacokról.

### Hadjárata Nyugat-Európában

Attila hadjárata 451-ben

450-ben Attila bejelentette, hogy támadást kíván indítani a vizigótok toulouse-i királysága ellen III. Valentinianus római császárral szövetségben. Előzőleg jó kapcsolatban állt a Nyugatrómai Birodalommal és uralkodója, II. Valentinianus római császár (425–455) helyett a tényleges hatalmat gyakorló Flavius Aëtiussal, aki korábban 433-ban a hunok között is élt rövid ideig. A vizigótokkal szembeszálló és tőlük tartó Geiserich ajándékai és diplomáciai törekvései is befolyásolhatták Attila terveit.
Honoria, III. Valentinianus nővére azonban 450 tavaszán – hogy elkerülje kényszerített házasságát egy szenátorral – elküldte a hun királynak segítségkérését és gyűrűjét. Attila házassági ajánlatként értelmezte az üzenetet. Elfogadta, s a nyugati birodalom felét kérte hozományul. Amikor III. Valentinianus felfedezte a tervet, csak anyja, Galla Placidia győzte meg, hogy halál helyett csak száműzetésre ítélje Honoriát; Attilának pedig levelet küldött, melyben nyomatékosan tagadta a házassági ajánlat törvényességét. Attilát a levél nem győzte meg. Követet küldött Ravennába, hogy kihirdesse Honoria ártatlanságát és hogy kinyilvánítsa, Honoria ajánlata törvényes volt, ő pedig el fog jönni, hogy elfoglalja, ami jog szerint megilleti.
451 tavaszán Attila hun seregeivel és a számos szövetséges germán nép csapataival (gepidák, osztrogótok, rugiak, szkírek, türingek, a frankok egy része és mások) Gallia ellen támadt és a Liger folyó mellett fekvő Aureliani (Orléans) városerődjét, egy fontos hídfőt kezdte ostromolni. Aetius és I. Theodorik nyugati gót király hadai azonban visszavetették Attilát. Csatára végül az antik Tricassis (Troyes) város előtti mauriacumi mezőkön (catalaunumi csata) került sor, s bár a küzdelem döntetlenül végződött, Attila végleg visszavonult.

### Itália megszállása

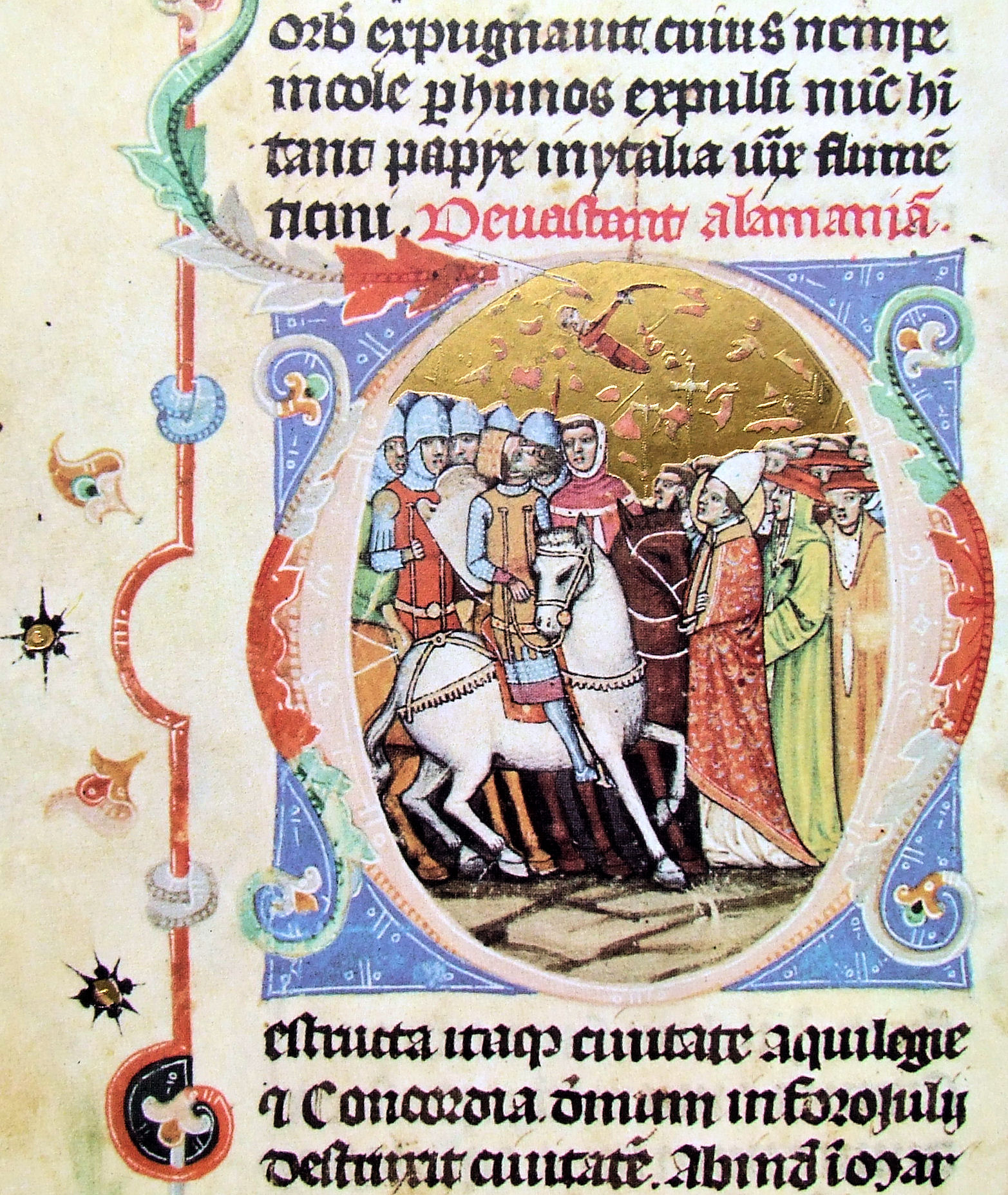
Attila és Leó pápa találkozása („D” iniciálé a Képes krónikában)

452 elején Attila Észak-Itália ellen fordult, hosszú ostrommal bevette az addig még soha el nem foglalt Aquileiát, majd Mediolanumig (Milánó) tört előre. A hadait pusztító pestis és az itáliai szárazság miatti éhínség miatt azonban a Mincio folyónál kénytelen volt fegyverszünetet kötni a nyugat-rómaiakkal. Ekkor Róma város követségének tagja volt I. Leó pápa (Nagy Szent Leó) is, akinek Attilával való találkozását és szerepét a legendák később felnagyították. Az itáliai hadjárat idején Marcianus bizánci császár csapatai hátba támadták a hunokat, Attila kétfrontos háborúra kényszerült. Kísérletet tett béketárgyalásokra, majd újabb keletrómai hadjárattal fenyegetőzött, erre azonban már nem került sor.

### Halála

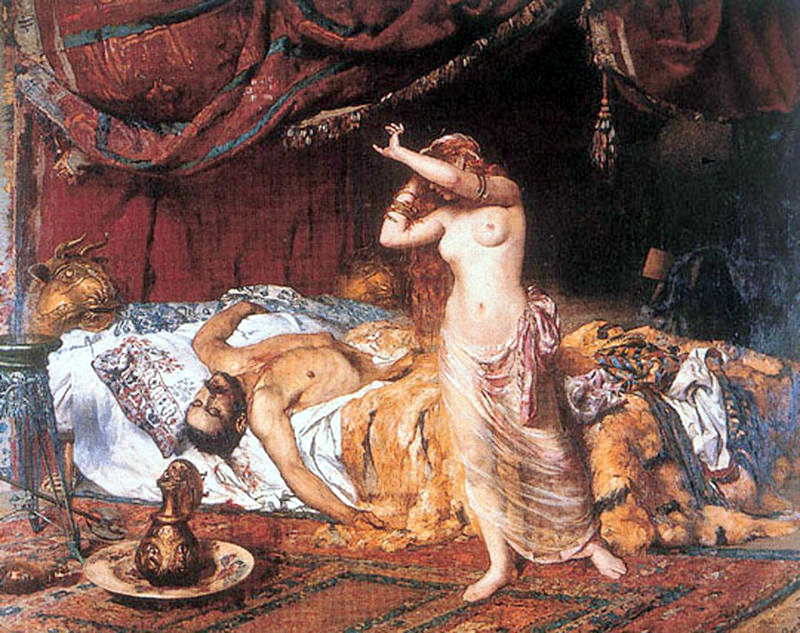
Attila halála, Paczka Ferenc festménye

453 tavaszán Attila székhelyén halt meg – a hagyomány szerint nászéjszakáján orrvérzése lett és belefulladt kábulatában. Más feltételezések szerint a rengeteg alkoholtól kialakuló májzsugor ellensúlyozására létrejövő, ún. nyelőcső visszérbetegségtől kapott belső vérzés miatt vérzett el. Egy harmadik legenda úgy véli, hogy germán felesége, Ildikó (Krimhilda) ölte meg, fülébe cseppentett méreggel. Temetéséről Priscus nyomán Iordanes ír. Az ázsiai jellegű, a későbbi türk nagyfejedelmek temetéséhez hasonló temetési szertartás szerint ott, ahol a Tisza kétfelé ágazott, a folyó egyik ágát elzárták, hogy a víz mind a másik ágba folyjon. A hagyomány szerint hármas, arany, ezüst és vas koporsóba (ferculum) temették el, valójában azonban valószínűleg hármas szemfedőt (coperculum) téve a halott arcára, egyetlen koporsóban temették el.
Már a 19. századi magyar történetírás sem adott hitelt az Attila temetéséről szóló legendának, a 20. századi történészek pedig azt is felismerték, hogy a hármas koporsó és a szolgák legyilkolása Iordanes osztrogót történetíró VI. századi munkájából származik. Iordanes nem koporsóról, hanem arany, ezüst és vas szemfedőről írt. Mócsy András régész úgy vélte, hogy a ferculum (koporsó) és a coperculum (szemfedő) jelentéseit cserélte fel az utókor. A folyóba történő temetés Alarik vizigót király temetésének leírásánál jelenik meg. Németh György történész a hun temetkezési szokások alapján cáfolja a temetését övező mondát, ugyanis a hunok nem használtak fémből készült koporsókat, csak fakoporsókat. A temetési szertartásban segédkező szolgák legyilkolása több középkori munkában is megjelent, egyfajta vándormotívumként. 
A tényleges temetésre hagyományos hun halotti szertartás után, valahol a Duna–Tisza közén (feltételezvén a Szeged környéki központot) kerülhetett sor. A nagykirályi méltóságot Arikantól született legidősebb fia, Ellák örökölte.
Attila halála után fiai között testvérháború robbant ki a hatalomért, amit az alávetett germán népek azonnal kihasználtak és fellázadtak a hun uralom ellen. Kézai Simon krónikája így számol be az eseményről: "A húnok községe pártokra szakada, ugy hogy némelyek Csabát Ethele királynak a görög császár Honorius leányától való fiát, mások a Krimhild német fejedelemasszonytól született Aladárt törekszenek vala Ethele után királylyá emelni. Mivel pedig a józanabb rész Csabával, az idegen nemzet pedig Aladárral tart vala, azért mind ketten kezdének uralkodni." Az Attila fiai között dúló harc a Hun Birodalom széteséséhez vezetett. 455-ben a Nedao folyó mellett a lázadók nagy győzelmet arattak egykori uraikon, a központi hun területeket a gepidák szerezték meg. A hunok maradékai az Al-Duna vidékére (egyes feltételezések szerint Erdélybe), nagy részük pedig kelet felé, a Dnyeper és a Don folyók térségébe húzódott vissza, részt véve a bolgár-törökök etnogenezisében. Ernák feltételezhetően 503-ban bekövetkező halálával lett vége Attila dinasztiájának.

## Személyisége
Az Attiláról szóló tudásunk fő forrása Priszkosz rétor (Priscus) leírása. A történetíró tagja volt II. Theodosius bizánci császár 448-ban a hunokhoz küldött, Maximos által vezetett diplomáciai küldöttségnek. A nomád hunok falvát a kor nagyvárosaival megegyező méretűnek mutatta be, tömör fa falakkal. Jelentéseinek töredékei bemutatják Attila személyét: mértékletes és egyszerű, körötte díszes udvaroncok, számos feleség, mellette szkíta udvari bolondja, mór törpéje…

„Fenséges étkeket szolgáltak fel nekünk és a barbár vendégeknek ezüst tálakon, de Attila nem evett mást, csak sültet, egyszerű, fa tálcáról. Minden másban hasonlóan mértékletes volt; fakupából ivott, míg vendégei arany és ezüst serlegből. Ruházata is egyszerű volt, csupán a tisztaságát igényelte. Sem az oldalán viselt kard, sem szkíta lábbelije, sem lova kantárja nem volt díszített, eltérően más szkítákétól, akik arannyal, ékkővel vagy bármi értékessel ékesítették azokat. A földet gyapjú szőnyegek borították. (Priszkosz rétor feljegyzése)”

A bizánci történetíró leírása Attila alázatosságáról és egyszerűségéről Priszkosz félreérthetetlen csodálatát fejezi ki. Priszkosz megemlíti Attila és környezete műveltségét. Attila korának hunjai folyamatos kapcsolatban voltak a római civilizációval, leginkább a római határvonal (Limes) dunai, a germánokkal határos területén, ill. a gyakori diplomáciai követjárások eredményeképpen. Theodosius 448-as küldöttsége idején Priszkosz a hunt, a gótot és a latint nevezte meg a hun birodalom fő nyelveiként. (Priszkosz többek között beszámol találkozásáról egy keletrómai fogollyal, aki annyira hozzászokott a hunok életéhez, hogy már nem kívánt hazatérni régi hazájába.)
Iordanes itáliai történetíró, aki egy évszázaddal később élt, Attilát érezhető ellenszenvvel így írta le:

„A népek megrendítésére, a földkerekség réméül jött a világra.
… Dölyfösen járt, szemeit ide-oda járatta, hogy ily módon büszke testének ereje már mozgásán szembetűnjék. Noha a harcot igen kedvelte mégis megfontoltan cselekedett és a legtöbbet az eszével érte el. Az esdeklőkkel szemben könyörületesnek mutatkozott és kegyesen bánt azokkal akik neki meghódoltak. Alacsony termetű, melle széles. Nagy fejéhez képest szemei aprónak látszottak. Ritkás szakálla már őszbe vegyült, lapos orra, ocsmány arcszíne származásának bélyegét viselte magán.”

Kézai Simon a 13. századi Magyarok Krónikájában így ír Atilláról:

„Ethele király ugyanis barna szinű, fekete s villogó szemű, széles mellű, büszke járású, alacsony termetű vala; szakállát mint a húnok megeresztve hordja vala. Vakmerőségben magamérséklő, csatákban ravasz és ügyelő, testéhez illő erejű, akaratjában nagylelkű, fegyvere csinos, sátra s öltözete tiszta, és szerfölött buja is vala. Szekrényében pénzt tartani nem szeretett; miért is az idegen nemzetek szerették, minthogy bőkezű és barátságos vala, szerfölött nagy keménységéért pedig húnjai csudálatosan félnek vala tőle. Azért is az egész föld kerekségéről különféle országok nemzetei tódúlnak vala hozzá, kikhez tehetsége szerint bőkezűen viseli vala magát.”

Éric Deschodt kortárs francia író pedig így méltatja:

„Atilla, a kor legnagyobb egyénisége volt, sok tekintetben az élete azonban a mai napig misztérium maradt. A IV. század végén, Ázsiából Európába érkező lovaskultúrájú nép uralkodójaként, az Uráltól a Dunáig terjedő hatalmas birodalmat alapított és térdre kényszerítette a dicső Római Birodalom örököseit, a kor két nagyhatalmát, Konstantinápolyt és Rómát. Ötvennyolc éves korában váratlanul meghalt, mielőtt elindította volna végső hadjáratát Nyugat ellen. Sikerei és tettei ismertek, az igazi személyisége azonban kevésbé. Korabeli hiteles források szerint beszélt latinul és görögül, nyitott és kíváncsi volt mindenre. Pontosan az ellentéte egy primitív és brutális embernek. Kíméletlen és kegyetlen is tudott lenni, de kíméletlenségben és kegyetlenségben a római császárok magasan felülmúlták, anélkül, hogy megközelítették volna bravúros tetteit és zsenialitását. Tudjuk, hogy sok embert megöletett, de senkit sem üldözött a hite miatt, minden vallást tiszteletben tartott. Nagy politikus volt? Ez nem megfelelő kifejezés kivételes személyiségére. Elbűvölő, ellenállhatatlan tárgyalófél volt. Ugyanakkor képes volt egyesíteni, megszervezni, irányítani több ezer kilométeres távolságú területeken élő, függetlenségre szomjazó népeket, és Ázsiától Európáig győzelmes hadjáratokra vezetni a kor nagyhatalmai ellen. Ezt a teljesítményt későbbiekben, soha senki más nem volt képes túlszárnyalni.”

## A krónikákban és az irodalomban

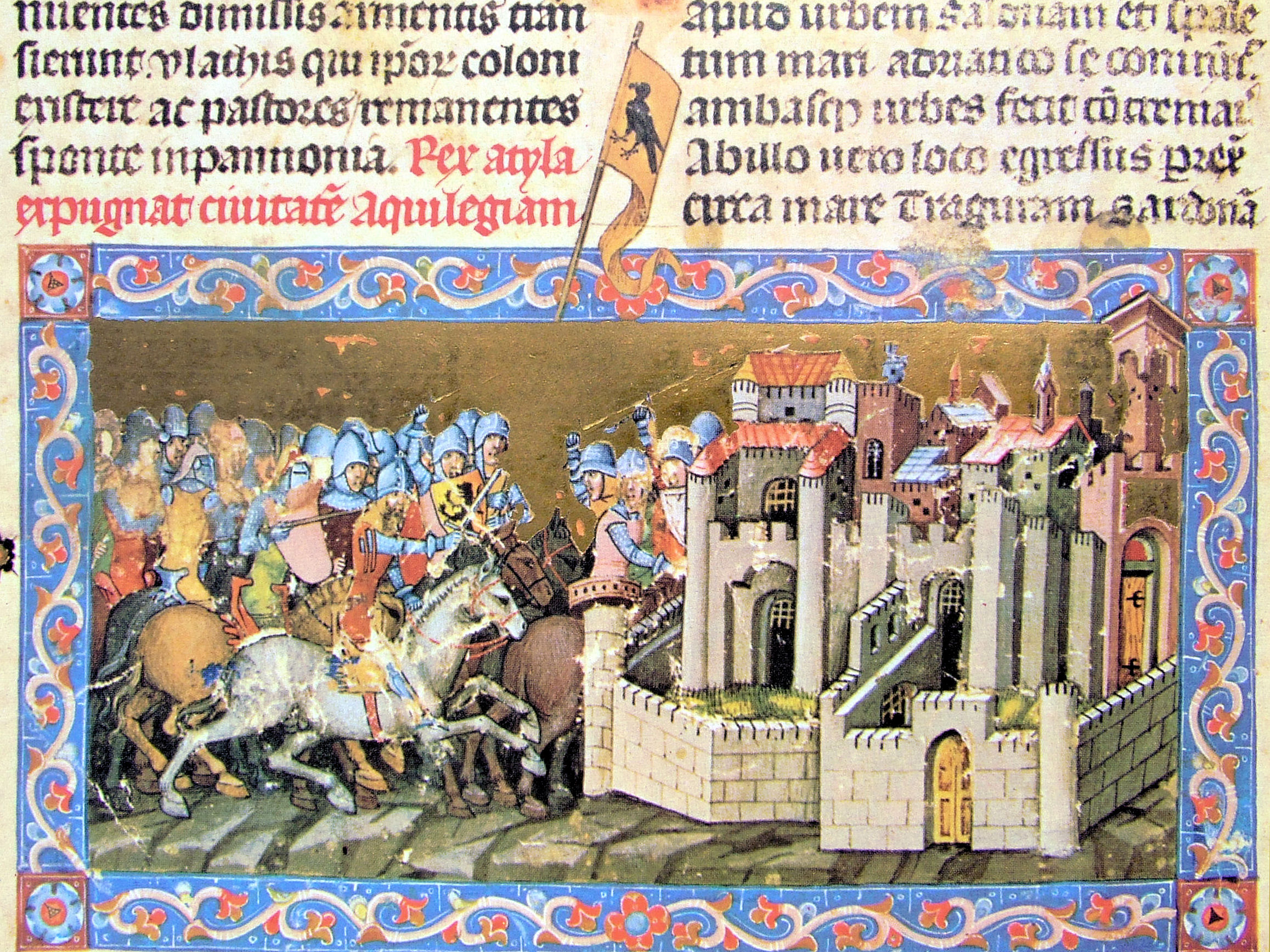
Attila Aquileiát ostromolja. Miniatúra a Képes krónikában

Attila szövetségesévé emelte a hun birodalom különböző népeinek királyait, emléke ezért számos nép, valamint főleg uralkodó dinasztia körében legendássá, sőt mitikussá vált, sok uralkodó igyekezett ősének beállítani őt. Ugyanakkor Gallia és Itália elleni háborúi miatt Nyugat-Európában a „keleti barbarizmus” jelképe lett. Későbbi keresztény legendákban tűnt fel az „Attila, Isten ostora” elnevezés is.
Zrínyi Miklós Atillát mint magyar királyt méltatja (1651):

„Én vagyok a magyarok legelső királya

utolsó világrészről én kihozója!

Én lehetek tehát magyarnak példája

Hírét, birodalmát, hogy nyújtsa szablyája.”

Kölcsey Ferenc még a Himnuszban is megemlékezik a hun ősökről (1823):

„Őseinket felhozád

Kárpát szent bércére

Általad nyert szép hazát

Bendegúznak vére.”

Benedek Elek Atilla siratása című verse:

„Attila, Attila, hunok nagy királya,

Mundzuk sarjadéka, híres maradvája!

Te ura, királya szittyák s germánoknak,

Valál hódítója a rómaiaknak:

(…)”

Attila korának történelmi háttere nagy hatással volt a később róla kialakult képre. A Nyugatrómai Birodalom utolsó éveiben összeütközései Aëtiussal (akit gyakran az „utolsó rómainak” neveztek), és a hunok eltérő kultúrája is segített Attilát a vérengző barbár és minden civilizáció ellenségének szerepébe állítani. Majd minden nyugat-európai művészeti alkotásban ennek megfelelően tűnt fel. A fenti felfogás azonban túlzottan leegyszerűsítő: a hun-római összecsapásként jellemzett és szimbólum-értékűvé emelt 451-es hadjáratban lényegében a késő antik szövetségi rendszerek csaptak össze, s mindkét fél elsősorban germán fegyvereseket vonultatott fel.
A nyugati kultúrában és hagyományban Attilát ma is „Isten ostoraként” ismerik, akinek neve a barbárság és a kegyetlenség szinonimájává vált. Ez részben annak eredménye, hogy vonásait azonosították a sztyeppék későbbi hadvezéreinek vonásaival – ilyen például a mongol Dzsingisz kán és Timur Lenk. Őket mint kegyetlen, okos és vérszomjas, harcra és rombolásra áhítozó vezérekként ismerte a köztudat. Még kannibalizmussal is megvádolták, a borzalmas legenda szerint a neje két, mézben párolt saját gyermekét szolgálta föl neki. A hunok démonizálására jó példa Szent Efraim beszámolója:

„(…) gyermekek húsát eszik, asszonyok vérét isszák. Kiabálásuk oroszlán bőgése. Paripákon szélvészkényt repülnek tova az ég és a föld határai között. Félelmet keltenek az egész földkerekségen, melyet özönvíz módjára borítanak be hadaikkal.”

Fennmaradt a balkáni invázió elbeszélése is:

„A hunok barbár nemzete, mely Thrákiában lakott, olyan hatalmassá vált, hogy több mint száz várost foglaltak el és Konstantinápoly majdnem veszélybe került és a legtöbben elhagyták azt… És annyi gyilkolás és vérontás volt, hogy a halottak száma megszámlálhatatlan volt. Elfoglalták a templomokat és kolostorokat és nagy számban ölték meg a papokat és szűzeket. (Callinicus: Szent Hypatius élete)”

„Mikor az este közeledett, fáklyákat gyújtottak, és két barbár jött előre Attila előtt és dalokat énekeltek, amiket írtak, megénekelve győzelmeit és háborús tetteit. És az ünneplők nézték őket, és voltak, akik örvendeztek a dalokon, mások szíve izgatott lett, ahogy emlékeztek a háborúkra, de mások könnyekben törtek ki – azok, akik testét meggyengítette az idő és akik lelke megpihenni kívánt.”

Ez idő tájt, a Iordanes által feljegyzett legenda szerint, Attila birtokba vette „Mars kardját" (Mars neve itt nyilván a hunok hadistenségének címét helyettesíti):

„A történész Priscus azt írja, a következőképpen találták meg: „Mikor egy bizonyos pásztor bicegni látta az egyik üszőt csordájában, és nem talált magyarázatot a sebére, kíváncsian követte a vérnyomokat és végül egy kardhoz ért amire az ügyetlenül rálépett legelés közben. Kiásta és egyenesen Attilához vitte. Ő megörült ennek az ajándéknak, és nagyravágyó lévén, azt gondolta, hogy az egész világ vezetőjévé nevezték ki, és hogy a győzelem Mars kardján keresztül biztosítva volt számára. (Iordanes: A Gótok Származása és Tettei XXXV fej.)”

A germán mondák árnyaltabb leírással szolgálnak: Etzel a Nibelung-énekben, illetve Atli a Völsunga Sagában és az Edda-énekekben is nemes és nagylelkű szövetséges.
Attila alakja több ország népmondáiban is szerepel. Egy olaszországi helyi legenda szerint ő építtette az udinei várhegyet, hogy lássa, amint csapatai győzelmet aratnak.
Néhány nemzet történetírása mindig kedvező színben ábrázolta: a magyarok között és Törökországban az Attila név (Törökországban és Magyarországon egyaránt Atilla alakban is), valamint utolsó felesége, Ildikó (Krimhilda) neve mindmáig kedvelt maradt.
Gárdonyi Géza A láthatatlan ember című művében, mely nagyrészt Priszkosz rétor leírásaira alapoz, rokonszenves képet fest Attiláról, bölcs és kedvelt vezérként láttatja alakját.
Székelyföldön ma is élő legenda, hogy Réka királynő, római hercegnő sírja Vargyasnál, a Rika patak mellett van, Atilla vára a szomszédos Hegyestetőn (Vargyas) volt.

## A filmművészetben

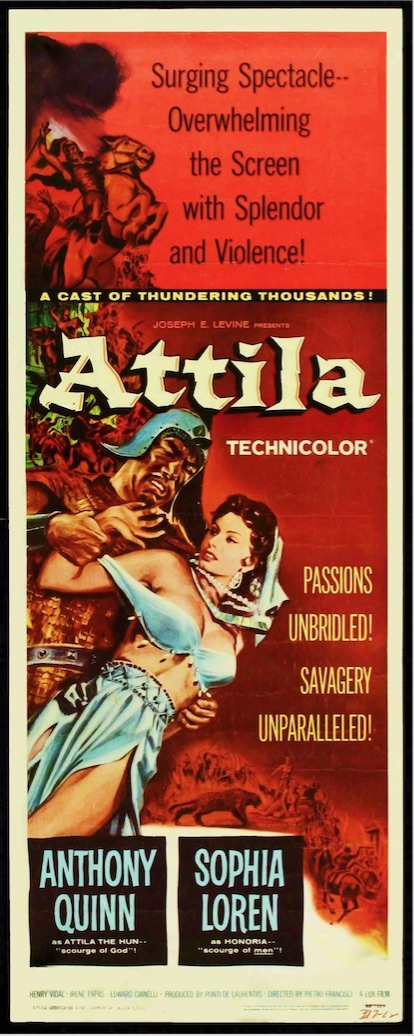
Attila (1954)

- A Nibelungok (eredeti cím: Die Nibelungen, 1924), rendező: Fritz Lang, Etzel (Attila) szerepében: Rudolf Klein-Rogge
- Attila (eredeti cím: Attila, il flagello di Dio, 1954), rendező: 	Pietro Francisci, Attila szerepében: Anthony Quinn[13]
- Attila, a hunok királya (eredeti cím: Sign of the Pagan, 1954), rendező: Douglas Sirk, Attila szerepében: Jack Palance
- Technika és rítus (eredeti cím: La tecnica e il rito, 1971), rendező: Jancsó Miklós, Attila szerepében: Madaras József
- Atilla, Isten kardja, magyar rockopera-film, 1998, rendező: Koltay Gábor, Attila szerepében: Vikidál Gyula
- Mulan – Disney animációs rajzfilm (1998)
- Attila, Isten ostora (eredeti cím: Attila, the Hun, 2001), amerikai-litván kalandfilm, Attila szerepében Gerard Butler[14]
- Éjszaka a múzeumban (eredeti cím: Night at the Museum, 2006), amerikai-brit fantasy-vígjáték, Attila szerepében Patrick Gallagher

## A képzőművészetben
A középkorban Attila ábrázolásain feltűnő attribútuma a fejen látható két szarv. Ez, akárcsak Mózes vagy olykor Ádám ábrázolásain, arra utal, hogy Attilát az ősöknek megillető tisztelet illette. Máskor díszes koronát is visel, ekkor azonban szarva nem látszik.
- Attila. Mai illusztráció az Edda-énekekhez
- 19. századi gúnyrajz, Attila a kutyafülű „Isten ostora"
- Tulipán Tamás: Attila király (tempera, fatábla)
- Tulipán Tamás: Buda és Attila (Imádkozó hercegek) – tempera, tábla
- Lanzmar Ferenc: Atilla Rex Hunorum illusztráció a Mausoleum Potentissimorum ac Gloriosissimorum Regni Apostolici Regum et Primorum Militantis Ungarie Ducum című kiadványból, 1664[16]
- Eugène Delacroix: Attila a hun (freskórészlet)
- Attila Hunnorum Rex Flagellum Dei Aquilejae Eversor Utini Instaurator
- Than Mór alkotása: Attila lakomája (1870), amelyet a fehér ruhában, kezében könyvvel jobbról ülő Priscus rétor leírása alapján festett
- Raffaello: Nagy Leó és Attila találkozása I. Leót ábrázolja, amint Szent Péterrel és Szent Pállal a feje felett megy, hogy Attilával találkozzon
- Atilla szobra a pilisszántói Csillagösvényen
- Edvi Illés Ödön: Atilla nagykirály meggyilkolása
- Atilla nagykirály a Kurultáj küzdőterének bejáratán
- Attila, a Nibelung emlékmű szoborrcsoportjának egyik főalakja, Tulln, Ausztria[17]